# Pasivo ambiental de Santo Toribio
El pasivo ambiental de Santo Toribio es un conjunto de pasivos ambientales mineros (PAM) ubicados a 4 km de la mina Pierina en el distrito de Independencia de la provincia de Huaraz, en Áncash, Perú.
Está considerado de muy alto riesgo en cuanto a contaminación de la cuenca hidrográfica del río Santa.

## Historia
La mina Santo Toribio, de acuerdo al naturalista italiano Antonio Raimondi, ya existía en 1873 mencionando que se ubicaba en el cerro Huayta-Pallanca en la Cordillera Negra y contenía galena o sulfato de plomo argentífero. La Compañía Minera Santo Toribio S.A. explotó el yacimiento polimetálico de la mina hasta 1993 produciendo plomo, plata y zinc.

## Descripción
El pasivo ambiental de Santo Toribio consiste en un conjunto de diferentes tipos de pasivos ambientales mineros como labores mineras (planta de procesamiento, chancadoras, generadores y transformadores eléctricos, 5 tajos, 1 tajeo comunicado, 7 media barretas, 7 bocaminas, 7 trincheras, y campamentos, oficinas y talleres abandonados) y residuos (desmonte de mina, material de desbroce y relaves).

## Impactos ambientales

### Metales pesados
Un estudio del 2018 a partir del muestro de 8 estaciones en el pasivo determinó la presencia 9 elementos: aluminio, calcio, silicio, potasio, azufre, hierro, cobre, zinc y plomo (los cuatro últimos metales pesados). El estudio concluyó que los valores más bajos de biodiversidad y del índice de pureza atmosférica, y las más altas concentraciones de metales pesados se encontraron en la zona pasivo.

### Remediación
Un estudio realizado en 1997 y 1998 a cargo de la Dirección General de Asuntos Ambientales del Ministerio de Energía y Minas del Perú, planteó las siguientes medidas para la remediación del depósito de relaves de Santo Toribio: rehabilitar de la superficie de relaves, restaurar los taludes, cubrir con capas del suelo, revegetar e instalar un sistema de drenaje enrocado.
Dos estudios del 2003 y 2004 a nivel de tesis en la Universidad Nacional Santiago Antúnez de Mayolo plantearon la utilización de humus de lombriz y lodos de desagüe para la recuperación del agua de relave de la planta concentradora de Santo Toribio.